# Grand Prix Formule 1 van San Marino 1992
De Grand Prix Formule 1 van San Marino 1992 werd gehouden op 17 mei 1992 in Imola.

## Uitslag
| Positie | Nr | Rijder               | Team                | Ronden | Tijd/Opgave     | Startplaats | Punten |
| ------- | -- | -------------------- | ------------------- | ------ | --------------- | ----------- | ------ |
| 1       | 5  | Nigel Mansell        | Williams-Renault    | 60     | 1:28:40.927     | 1           | 10     |
| 2       | 6  | Riccardo Patrese     | Williams-Renault    | 60     | +9.451          | 2           | 6      |
| 3       | 1  | Ayrton Senna         | McLaren-Honda       | 60     | +48.984         | 3           | 4      |
| 4       | 20 | Martin Brundle       | Benetton-Ford       | 60     | +53.007         | 6           | 3      |
| 5       | 9  | Michele Alboreto     | Arrows-Mugen-Honda  | 59     | +1 ronde        | 9           | 2      |
| 6       | 22 | Pierluigi Martini    | Dallara-Ferrari     | 59     | +1 ronde        | 15          | 1      |
| 7       | 33 | Mauricio Gugelmin    | Jordan-Yamaha       | 58     | +2 rondes       | 18          |        |
| 8       | 3  | Olivier Grouillard   | Tyrrell-Ilmor       | 58     | +2 rondes       | 20          |        |
| 9       | 26 | Érik Comas           | Ligier-Renault      | 58     | +2 rondes       | 13          |        |
| 10      | 10 | Aguri Suzuki         | Arrows-Mugen-Honda  | 58     | +2 rondes       | 11          |        |
| 11      | 21 | Jyrki Järvilehto     | Dallara-Ferrari     | 57     | Motor           | 16          |        |
| 12      | 16 | Karl Wendlinger      | March-Ilmor         | 57     | +3 rondes       | 12          |        |
| 13      | 17 | Paul Belmondo        | March-Ilmor         | 57     | +3 rondes       | 24          |        |
| 14      | 4  | Andrea de Cesaris    | Tyrrell-Ilmor       | 55     | Benzinesysteem  | 14          |        |
| NF      | 30 | Ukyo Katayama        | Venturi-Lamborghini | 40     | Gespind         | 17          |        |
| NF      | 27 | Jean Alesi           | Ferrari             | 39     | Botsing         | 7           |        |
| NF      | 2  | Gerhard Berger       | McLaren-Honda       | 39     | Botsing         | 4           |        |
| NF      | 29 | Bertrand Gachot      | Venturi-Lamborghini | 32     | Gespind         | 19          |        |
| NF      | 25 | Thierry Boutsen      | Ligier-Renault      | 29     | Motor           | 10          |        |
| NF      | 32 | Stefano Modena       | Jordan-Yamaha       | 25     | Versnellingsbak | 23          |        |
| NF      | 24 | Gianni Morbidelli    | Minardi-Lamborghini | 24     | Motor           | 21          |        |
| NF      | 15 | Gabriele Tarquini    | Fondmetal-Ford      | 24     | Motor           | 22          |        |
| NF      | 19 | Michael Schumacher   | Benetton-Ford       | 20     | Gespind         | 5           |        |
| NF      | 28 | Ivan Capelli         | Ferrari             | 11     | Gespind         | 8           |        |
| NF      | 23 | Christian Fittipaldi | Minardi-Lamborghini | 8      | Versnellingsbak | 25          |        |
| NF      | 12 | Johnny Herbert       | Lotus-Ford          | 8      | Versnellingsbak | 26          |        |
| NQ      | 11 | Mika Häkkinen        | Lotus-Ford          |        |                 |             |        |
| NQ      | 14 | Andrea Chiesa        | Fondmetal-Ford      |        |                 |             |        |
| NQ      | 8  | Damon Hill           | Brabham-Judd        |        |                 |             |        |
| NQ      | 7  | Eric van de Poele    | Brabham-Judd        |        |                 |             |        |
| PQ      | 34 | Roberto Moreno       | Andrea Moda-Judd    |        |                 |             |        |
| PQ      | 35 | Perry McCarthy       | Andrea Moda-Judd    |        |                 |             |        |

## Wetenswaardigheden
- De start werd uitgesteld doordat de March van Karl Wendlinger was stilgevallen.
- Stefano Modena startte vanuit de pits.
- Ayrton Senna nam zijn plaats op het podium niet in doordat hij pas lang na de race uit de wagen geraakte.
- Nigel Mansell won zijn vijfde race, de vijfde op rij. Hij brak hiermee het record van Senna van het meeste gewonnen races bij het begin van het seizoen.
- Na vier opgaves behaalde Martin Brundle zijn eerste punten van het seizoen.
- Mika Häkkinen wist zich niet te kwalificeren, de enige keer dit seizoen.

## Statistieken
| Pole-position | Nigel Mansell    | Williams-Renault | 1:21.842 |
| Snelste ronde | Riccardo Patrese | Williams-Renault | 1:26.100 |

1981 · 1982 · 1983 · 1984 · 1985 · 1986 · 1987 · 1988 · 1989 · 1990 · 1991 · 1992 · 1993 · 1994 · 1995 · 1996 · 1997 · 1998 · 1999 · 2000 · 2001 · 2002 · 2003 · 2004 · 2005 · 2006